# Снітинська сільська рада
Снітинська сільська рада — колишній орган місцевого самоврядування у Лубенському районі Полтавської області з центром у c. Снітин.

## Населені пункти
Сільраді були підпорядковані населені пункти:
- c. Снітин
- c. Броварки
- c. Ремівка

## Населення
Згідно з переписом УРСР 1989 року чисельність наявного населення сільської ради становила 1236 осіб, з яких 504 чоловіки та 732 жінки.
За переписом населення України 2001 року в сільській раді мешкало 1015 осіб.

### Мова
Розподіл населення за рідною мовою за даними перепису 2001 року:
| Мова       | Відсоток |
| ---------- | -------- |
| українська | 97,75 %  |
| російська  | 1,56 %   |
| молдовська | 0,59 %   |
| вірменська | 0,10 %   |